# Saison 2 de Portlandia
Chronologie
Saison 1 Saison 3
La deuxième saison de Portlandia a été diffusée pour la première fois aux États-Unis sur IFC entre le 6 janvier et le 9 mars 2012.

## Épisodes
| No. | #  | Titre                                                        | Réalisation     | Scénario                                                                        | Date de diffusion | Audience |
| --- | -- | ------------------------------------------------------------ | --------------- | ------------------------------------------------------------------------------- | ----------------- | -------- |
| 7   | 1  | titre français inconnu Mixologist                            | Jonathan Krisel | Fred Armisen, Carrie Brownstein, Jonathan Krisel et Karey Dornetto              | 6 janvier 2012    |          |
|     |    |                                                              |                 |                                                                                 |                   |          |
| 8   | 2  | titre français inconnu One Moore Episode                     | Jonathan Krisel | Fred Armisen, Carrie Brownstein, Jonathan Krisel et Karey Dornetto              | 13 janvier 2012   |          |
|     |    |                                                              |                 |                                                                                 |                   |          |
| 9   | 3  | titre français inconnu Cool Wedding                          | Jonathan Krisel | Fred Armisen, Carrie Brownstein, Jonathan Krisel et Karey Dornetto              | 20 janvier 2012   |          |
|     |    |                                                              |                 |                                                                                 |                   |          |
| 10  | 4  | titre français inconnu Grover                                | Jonathan Krisel | Fred Armisen, Carrie Brownstein, Jonathan Krisel et Karey Dornetto              | 27 janvier 2012   |          |
|     |    |                                                              |                 |                                                                                 |                   |          |
| 11  | 5  | titre français inconnu Cops Redesign                         | Jonathan Krisel | Fred Armisen, Carrie Brownstein, Jonathan Krisel et Karey Dornetto              | 3 février 2012    |          |
|     |    |                                                              |                 |                                                                                 |                   |          |
| 12  | 6  | titre français inconnu Cat Nap                               | Jonathan Krisel | Fred Armisen, Carrie Brownstein, Jonathan Krisel et Karey Dornetto              | 10 février 2012   |          |
|     |    |                                                              |                 |                                                                                 |                   |          |
| 13  | 7  | titre français inconnu Motorcycle                            | Jonathan Krisel | Fred Armisen, Carrie Brownstein, Jonathan Krisel et Karey Dornetto              | 17 janvier 2012   |          |
|     |    |                                                              |                 |                                                                                 |                   |          |
| 14  | 8  | titre français inconnu Feminist Bookstore's 10th Anniversary | Jonathan Krisel | Fred Armisen, Carrie Brownstein, Jonathan Krisel et Karey Dornetto              | 24 février 2012   |          |
|     |    |                                                              |                 |                                                                                 |                   |          |
| 15  | 9  | titre français inconnu No Olympics                           | Jonathan Krisel | Fred Armisen, Carrie Brownstein, Jonathan Krisel et Karey Dornetto              | 2 mars 2012       |          |
|     |    |                                                              |                 |                                                                                 |                   |          |
| 16  | 10 | titre français inconnu Brunch Village                        | Jonathan Krisel | Fred Armisen, Carrie Brownstein, Jonathan Krisel, Karey Dornetto et Bill Oakley | 9 mars 2012       |          |
|     |    |                                                              |                 |                                                                                 |                   |          |